# Okręg wyborczy Eden-Monaro
Okręg wyborczy Eden-Monaro (ang. Division of Eden-Monaro) – jednomandatowy okręg wyborczy do Izby Reprezentantów Australii, położony w stanie Nowa Południowa Walia.
Pierwsze wybory odbyły się w nim w 1901 roku, a nazwa pochodzi od regionów Eden i Monaro.
Od 2016 roku posłem z tego okręgu był Mike Kelly z Australijskiej Partii Pracy.

## Lista posłów
Lista posłów z okręgu Eden-Monaro:
| okres urzędowania | poseł            | przynależność                     |
| ----------------- | ---------------- | --------------------------------- |
| 1901–1909         | Austin Chapman   | Partia Protekcjonistyczna         |
| 1909–1917         | Austin Chapman   | Związkowa Partia Liberalna        |
| 1917–1926         | Austin Chapman   | Nacjonalistyczna Partia Australii |
| 1926–1929         | John Perkins     | Nacjonalistyczna Partia Australii |
| 1929–1931         | John Cusack      | Australijska Partia Pracy         |
| 1931–1943         | John Perkins     | Partia Zjednoczonej Australii     |
| 1943–1966         | Allan Fraser     | Australijska Partia Pracy         |
| 1966–1969         | Dugald Munro     | Liberalna Partia Australii        |
| 1969–1972         | Allan Fraser     | Australijska Partia Pracy         |
| 1972–1975         | Bob Whan         | Australijska Partia Pracy         |
| 1975–1983         | Murray Sainsbury | Liberalna Partia Australii        |
| 1983–1996         | Jim Snow         | Australijska Partia Pracy         |
| 1996–2007         | Gary Nairn       | Liberalna Partia Australii        |
| 2007–2013         | Mike Kelly       | Australijska Partia Pracy         |
| 2013–2016         | Peter Hendy      | Liberalna Partia Australii        |
| od 2016           | Mike Kelly       | Australijska Partia Pracy         |